# Microsporum rivalieri
Microsporum rivalieri är en svampart som beskrevs av Vanbreus. 1963. Microsporum rivalieri ingår i släktet Microsporum och familjen Arthrodermataceae.   Inga underarter finns listade i Catalogue of Life.